# Vingerdieren (familie)
De vingerdieren (Daubentoniidae) zijn een familie van halfapen (Strepsirrhini) die voorkomen op Madagaskar. De wetenschappelijke naam van het geslacht werd in 1863 gepubliceerd door John Edward Gray. De familie omvat één geslacht met twee soorten, waarvan een uitgestorven is.

## Taxonomie
Aanvankelijk werd de familie gerekend tot de monotypische infraorde Chiromyiformes. In 2008 classificeerde een team van biologen de familie echter onder de superfamilie Lemuroidea, waarmee deze Chiromyiformes verdween.
De volgende taxa zijn bij de familie ingedeeld:
- Familie: Daubentoniidae (Vingerdieren) (1 soort)
  -  Geslacht: Daubentonia (Vingerdieren) (É. Geoffroy, 1795) (1 soort)
    - Soort: Daubentonia madagascariensis (Vingerdier of aye-aye) (Gmelin, 1788)
    -  Soort: Daubentonia robusta † (Lamberton, 1934)